# Franziska van Almsick
Franziska van Almsick (Berlin, 5. travnja 1978.) je bivša njemačka plivačica.
Jedna je od najuspješnijih njemačkih plivačica, iako uz 10 osvojenih medalja na OI nikada nije postala olimpijskom pobjednicom.
Aktivnim plivanjem se prestala baviti 2004. godine, a sada je stručnjak-komentator njemačkih televizijskih postaja na velikim plivačkim natjecanjima.